# Ivonne Baki
Ivonne Juez Abuchacra de Baki (Guayaquil, 23 de febrero de 1951) es una política y diplomática ecuatoriana. Entre los cargos más notorios que ha ocupado destacan el de Ministra de Comercio Exterior (de 2003 a 2005) y Presidenta del Parlamento Andino (de 2007 a 2009).

## Biografía
Nació el 23 de febrero de 1951 en Guayaquil, provincia del Guayas. Fue la novena hija de Fred Juez y Anan Abuchacra, una pareja de inmigrantes libaneses. A los 17 años contrajo matrimonio con el millonario Sami Abd-el-Baki luego de trasladar su domicilio a Líbano, estando presente en el país durante la guerra civil libanesa.
En 1982 se trasladó a Francia y realizó estudios de arte en la Sorbona. Posteriormente estudió Administración Pública y Políticas Públicas en la Universidad de Harvard.

### Inicios en la diplomacia
Inició su vida pública como cónsul de Ecuador en Beirut en 1981. De 1992 a 1998 fue cónsul honoraria en Boston.
En 1995 recibió la llamada del presidente Sixto Durán-Ballén, quien pidió su ayuda y la de Roger Fisher, con quien trabaja Baki, para participar en las negociaciones de paz entre Ecuador y Perú. Ambos aceptaron y se trasladaron a Ecuador para participar del proceso, que desembocó en la firma del Acta de Brasilia en 1998.
El presidente Jamil Mahuad la nombró embajadora de Ecuador en Estados Unidos en 1998, puesto que no había sido ocupado por mujer alguna hasta la fecha. Desde su puesto jugó un papel primordial para lograr la renovación del acuerdo de preferencias arancelarias con el país norteamericano.
En 2000 creó la fundación Galapagos Conservancy luego de que tuviera lugar un derrame de petróleo en las Islas Galápagos. La fundación fue creada con la ayuda del magnate estadounidense Donald Trump, a quien Baki había conocido durante un viaje diplomático y con quien granjeó un lazo de amistad a raíz del hecho.
Para las elecciones generales de 2002 participó fallidamente como candidata a la presidencia de la república por el movimiento META.

### Ministra de Comercio Exterior
El 15 de enero de 2003 fue nombrada Ministra de Comercio Exterior, Industrialización, Pesca y Productividad por el presidente Lucio Gutiérrez, convirtiéndose en la primera mujer en ocupar dicho puesto.
Desde su cargo gestionó personalmente la realización del certamen de belleza Miss Universo 2004 en Ecuador, logrado gracias a su amistad con Donald Trump, dueño de la empresa organizadora del evento. Frente a las críticas sobre la elevada inversión que requería el ser anfitriones del certamen, Baki aseveró que el dinero no representaba un gasto sino una inversión y que sería una excelente oportunidad para promocionar internacionalmente al país.
Su paso por el ministerio también es recordado por haber sido la encargada de dirigir el grupo negociador que intentó establecer un Tratado de Libre Comercio con Estados Unidos. El hecho fue ampliamente criticado por grupos indígenas, que realizaron manifestaciones contra la gestión de Baki.

### Vida posterior

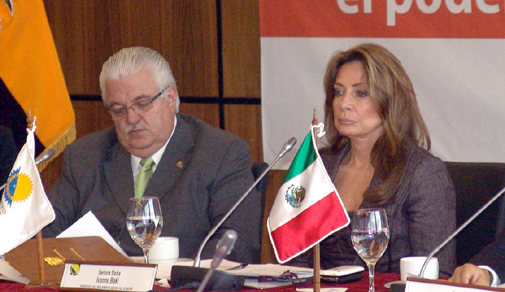
Ivonne Baki como Presidenta del Parlamento Andino, 2009.

Para las elecciones legislativas de 2006 fue elegida parlamentaria andina por el Partido Sociedad Patriótica 21 de Enero, del expresidente Gutiérrez. Una vez iniciado el periodo fue propuesta por la delegación ecuatoriana como candidata para la presidencia del Parlamento Andino y resultó elegida para el periodo 2007-2009.
A principios de 2010 fue nombrada jefa del equipo negociador de la Iniciativa Yasuní ITT por el presidente Rafael Correa. La misma tenía como objetivo recaudar 3.600 millones de dólares de la comunidad internacional a cambio de no explotar los aproximadamente 846 millones de barriles de petróleo bajo el Parque nacional Yasuní. Sin embargo, la iniciativa no obtuvo los resultados esperados y fue disuelta a mediados de 2013.
Durante el gobierno del presidente Lenín Moreno fue embajadora de Ecuador en Catar (septiembre de 2017 a febrero de 2020) y embajadora de Ecuador en Estados Unidos (desde febrero de 2020), siendo ratificada por los presidentes Guillermo Lasso y Daniel Noboa. Posteriormente, Noboa en 2024, removió a Baki de la embajada estadounidense para que tome cargo del Cuerpo Diplomático Ecuatoriano en Francia, radicado en París. Tras la victoria de Donald Trump en las elecciones presidenciales de Estados Unidos de 2024, el gobierno ecuatoriano agradeció sus servicios en Europa, generando especulación en los medios de comunicación locales por la cercanía personal de Baki con el primer mandatario de Estados Unidos. Baki anunció por su cuenta que se uniría a un fondo de capital privado del cual actualmente es asesora principal y copresidenta.